# Кратка снизу
Кратка снизу (◌̮) — диакритический знак, используемый в УФА и некоторых версиях Американской фонетической транскрипции.

## Использование
В Уральском фонетическом алфавите обозначает гласные среднего ряда.
В Американской фонетической транскрипции может обозначать лабиализацию согласных (наряду с ʷ).
Используется в романизации арабского письма DIN 31635 для передачи буквы خ.